# Fernán Pérez de Oliva
Pour les articles homonymes, voir de Oliva.
Fernán Pérez de Oliva (né à Cordoue vers 1494 et mort dans la même ville le 3 août 1531) est un ingénieur, humaniste et homme de lettres espagnol.

## Biographie
Après avoir achevé ses humanités à Salamanque et à Alcalá, il vint continuer ses études à Paris, et se rendit ensuite à Rome avec un de ses oncles qui jouissait d'un grand crédit à la cour de Léon X. Lié bientôt avec les savants qui en faisaient l'ornement, il se perfectionna dans la connaissance des langues anciennes. Son oncle étant mort, Oliva revint a Paris, où il donna des leçons publiques pendant trois ans : sur la morale d'Aristote avec beaucoup de succès, et retourna enfin en Espagne précédé par sa réputation. Il fut pourvu presque aussitôt d'une chaire de théologie à l'université de Salamanque, dont il devint recteur. Ses talents l'avaient fait connaitre de l'empereur Charles Quint ; et il venait d'être nommé précepteur de l'infant (depuis Philippe II), lorsqu'une mort prématurée l'enleva le 3 août 1531, à l'âge de 36 ans.

## Œuvres

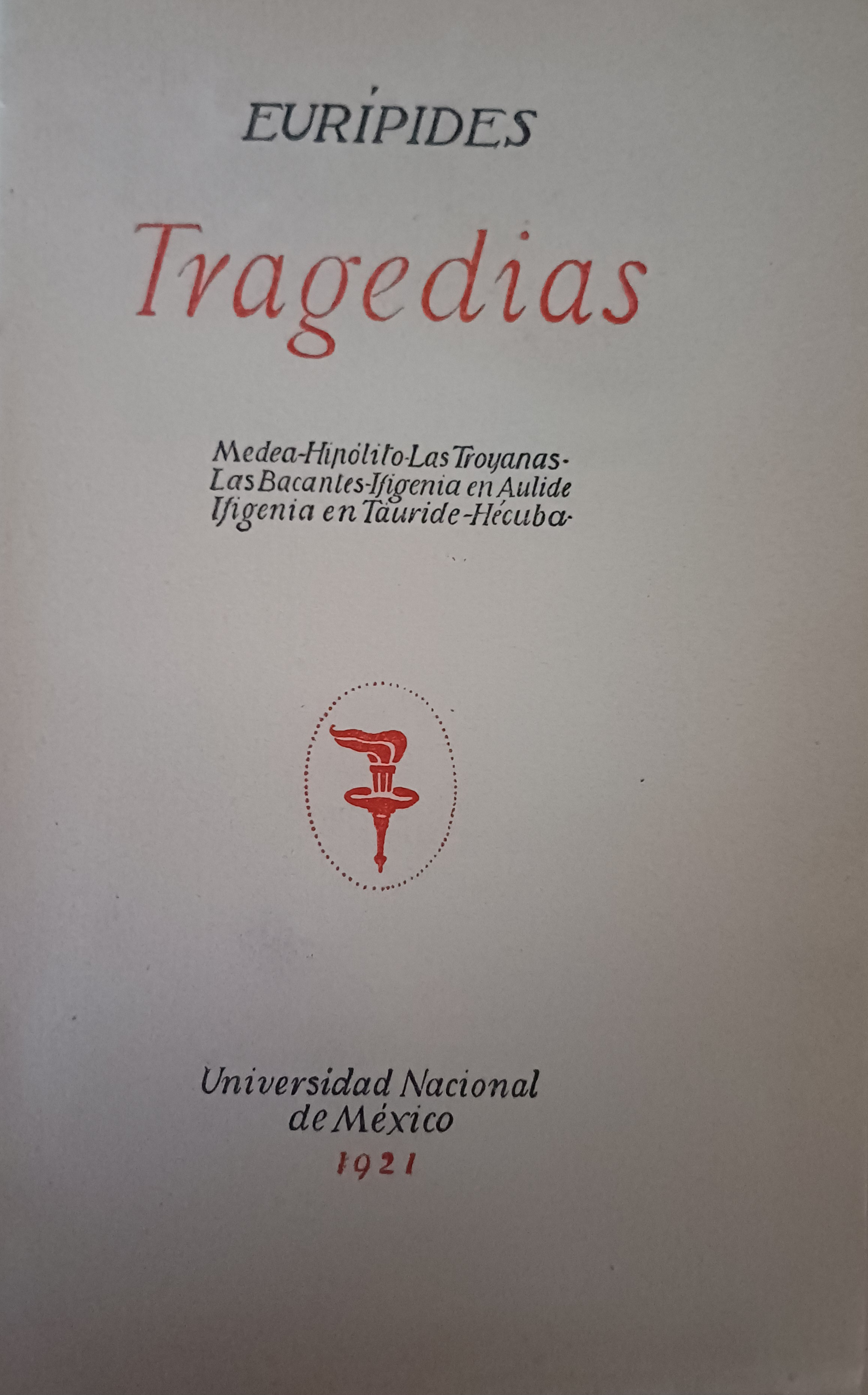
Tragédies grecques d'Euripides, publiée à l'Université Nationale de Mexico en 1921, incluant Fernán Pérez de Oliva.

Ambrosio de Morales, neveu et disciple d'Oliva, a publié le recueil de ses œuvres Cordoue, 1586 ou 1588, in-4°. Parmi les pièces que renferme ce volume, on distingue le Traité de la langue castillane ; celui des Puissances de l'âme ; le Dialogue sur la dignité de l'homme ; le Discours sur la navigation du fleuve Bétis (le Guadalquivir); la comédie d'Amphitryon , et les tragédies de la Vengeance d'Agamemnon et Hécube affligée, traduites en prose. Le plus célèbre des ouvrages d'Oliva est le Dialogue sur la dignité de l'homme. C'est le premier modèle que la littérature espagnole ait offert d'une discussion nette et franche dans un langage correct, noble et élégant.